# Пэйн, Карл
Карл Пэйн (англ. Karl Payne, род. 8 февраля 1970 года) — английский бывший профессиональный снукерист. Проживает в Эрдингтоне (пригород Бирмингема).

## Карьера
Карл Пэйн много раз выходил в финальные стадии рейтинговых турниров, но на чемпионат мира квалифицировался лишь один раз — в 1993 году. Тогда он в 1/16 финала проиграл Мартину Кларку со счётом 6:10. В сезоне 1996/97 Пэйн занимал высшее для себя место в официальном рейтинге — 51-е.
Свой высший брейк — 146 очков — Пэйн сделал в квалификации к чемпионату мира 1994 года.
Всего в мэйн-туре провёл восемь сезонов.